# Zwijndrecht (Țările de Jos)
Zwijndrecht este o comună și o localitate în provincia Olanda de Sud, Țările de Jos. Face parte din aglomerația orașului Dordrecht.

## Localități componente
Zwijndrecht, Heerjansdam, Kleine-Lindt. 

## Localități înfrățite
- Germania: Norderstedt;
- Slovacia: Poprad;
- Belgia: Zwijndrecht.